# Gonal (S.T.), Hungund
Gonal (S.T.) là một làng thuộc tehsil Hungund, huyện Bagalkot, bang Karnataka, Ấn Độ.